# Tryba
 (septembre 2022).
Il peut être nécessaire de l'améliorer pour respecter le principe de neutralité de point de vue. Veuillez consulter la page de discussion pour plus de détails.

 (septembre 2022).
Tryba est une société française de menuiseries extérieures en PVC, aluminium et bois basée à Gundershoffen, commune française située dans la circonscription administrative du Bas-Rhin et, depuis le 1er janvier 2021, dans le territoire de la Collectivité européenne d'Alsace, en région Grand Est.

## Histoire

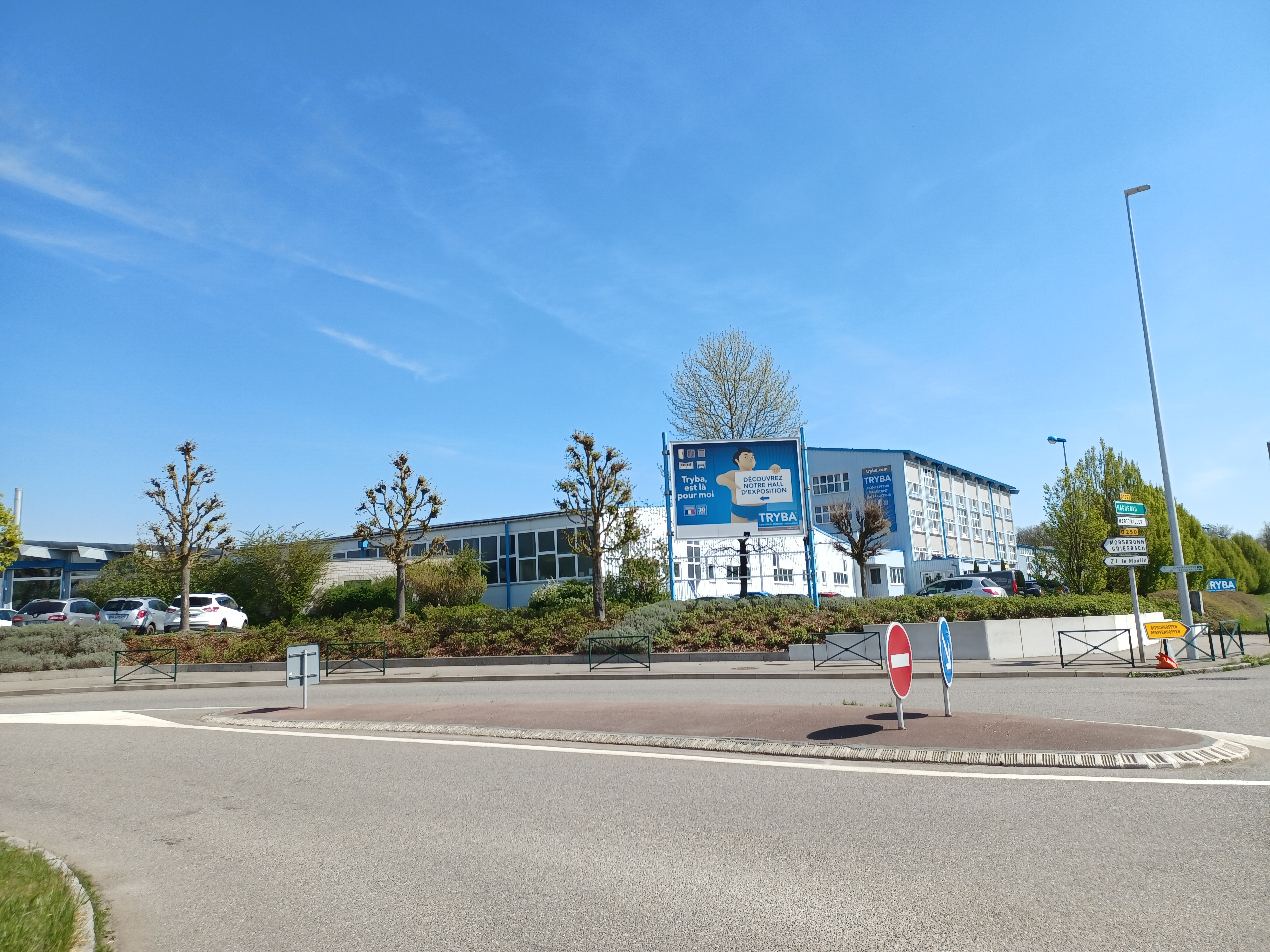

En 1900, création en Silésie (actuelle Pologne) d'une menuiserie par Johann Tryba, le grand-père de Johannes Tryba.
En 1934, Walter Tryba, le père de Joannes Tryba, commence son apprentissage dans la menuiserie familiale et reprend, en 1936, une menuiserie installée à Baden-Baden.
En 1970, Johannes Tryba commence son apprentissage dans la menuiserie de son père. Son brevet de maîtrise obtenu, il démarre en 1976 la fabrication des fenêtres en PVC à Baden-Baden.
En 1980, Johannes Tryba, maître menuisier, tout comme son père et son grand-père, crée la société Tryba à Gundershoffen /  Griesbach, commune associée, dans le Bas-Rhin. 
Tryba (aujourd'hui Atrya), avec 1 300 employés, réalisait, en 2004, un chiffre d'affaires de 212 millions d'€uros sur 8 sites de production européens.
Le site historique de Gundershoffen / Griesbach est aujourd’hui encore le siège de la marque et son site de production principal.

## Diversification de l'activité et du développement de Tryba, et de son implantation
En 1984, met en place son propre réseau de concessionnaires en France.
En 2015, acquiert la menuiserie Thareaut spécialisée depuis 1749 dans les menuiseries bois haut de gamme. 
En 2017, change de logo et adopte la mascotte sumo. 
En 2021, agrandit son site de production en Alsace, un investissement 14 millions d'euros,, puis lance sa collection de fenêtres en PVC et aluminium l'année suivante.

## Activités
Implantée en Alsace, Tryba conçoit, fabrique et installe des fenêtres, portes et volets pour l’habitat des particuliers, depuis sa création en 1980. Tryba fait partie du groupe Atrya.
En 2023, le réseau Tryba, avec 300 points de vente, poursuit son développement avec 8 nouvelles ouvertures d’Espaces Conseil, dont 3 nouvelles concessions et 5 magasins secondaires ouverts par des concessionnaires déjà affiliés au réseau. Il vise les 400 points de vente à l'horizon 2030.